# Григоренко, Евгений Андреевич
Евге́ний Андре́евич Григоре́нко (11 августа 1992, Магнитогорск, Россия) — российский хоккеист, нападающий клуба «Магнитка».

## Достижения
- Обладатель Кубка Гагарина (КХЛ) сезон 2013-2014 гг. В составе Магнитогорского Металлурга.
- Обладатель Кубка Харламова (2010)
- Участник 2-х Кубков Вызова МХЛ (2011 — Уфа, 2012 — Магнитогорск)
- Серебряный призёр чемпионата МХЛ (2011)
- Бронзовый призёр чемпионата МХЛ (2012)
- Победитель Зимнего Олимпийского фестиваля в составе Юниорской Сборной России (2009 — Польша)
- Двукратный победитель Первенства России среди юношей. Регион Урал 1992 г.р. Группа А − 2004—2005 (Тольятти), 2005—2006 (Зеленоград)
- Дважды серебряный призёр Первенства России среди юношей. Регион Урал 1992 г.р. Группа А − 2006—2007 (Москва), 2007—2008 (Магнитогорск)
- Победитель Первенства Федеральных округов. Юноши 1992 г.р (2008)
- Дважды серебряный призёр Первенства Федеральных округов. Юноши 1992 г.р (2006, 2007)
- Участник Чемпионата Мира (юниоры до 18 лет), группа А (2010)
- Чемпион России (КХЛ) сезон 2013-2014 гг. В составе Магнитогорского Металлурга.
- Бронзовый призёр (КХЛ) сезон 2016-2017 гг. В составе Казанского Ак Барса.
- Серебряный призёр (ВХЛ) сезон 2018-2019 гг. В составе СКА-Нева Санкт-Петербург.
- Бронзовый призер Pro Ligasy сезон 2023-2024 гг. В составе Сарыарка Караганда.